# Pallacanestro Brindisi 1977-1978
La Pallacanestro Brindisi 1977-1978 prende parte al campionato italiano di Serie B pallacanestro. Le trentasei squadre sono divise in 6 gironi da sei: le prime quattro disputano la Poule promozione suddivisi in 3 gironi da 8 squadre, le ultime due la Poule B per la salvezza, insieme a squadre della Serie C. La Pallacanestro Brindisi viene inserita nel girone F, dove giunge seconda con 8V e 2P, 892 punti segnati e 776 subiti.
Nella successiva Poule promozione girone C giunge terza con 11V e 3S, 1137 punti fatti e 963 subiti.

## Storia

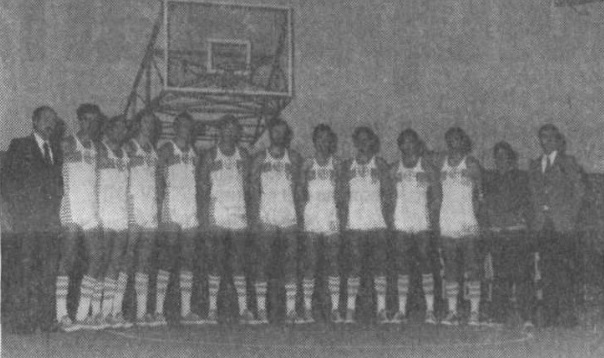
Pallacanestro Brindisi 1977-78

Con la scomparsa del Presidente Roberto Buscicchio e il disimpegno della dirigenza capitanata dell'On. Caiati finisce l'era Libertas, la Pallacanestro Brindisi Spa ne rileva i diritti sportivi, alla guida della nuova società l'Avv. Mario Scotto di Marco affiancato da un gruppo di imprenditori ed ex-giocatori, tra cui Claudio Calderari che ne diventa Direttore Tecnico. Il Coach è sempre Nicola Primaverili che della vecchia Libertas prende Piero Labate, Mauro Colonnello, Adriano Greco e i giovani Nicola Ungaro e Roberto Mazzotta. Roberto Cordella viene ceduto alla Libertas Forlì e dalla Pallacanestro Vigevano vengono acquistati le ali Gianfranco Quaglia, Mario Mussini e il playmaker La Torre, Luigi Longo rientra dalla Viola Reggio Calabria e Roberto Milo dall'ASSI Brindisi, a sedici anni esordirà in prima squadra Francesco Fischetto. Gianfranco Quaglia sarà il miglior marcatore della stagione con 466 p. in 24 partite, seguito da Labate con 360 p. e Mario Mussini con 324 p. sempre in 24 partite. A livello giovanile la squadra cadetti con le nuove leve Fischetto e Spagnolo si qualificherà per le finali nazionali di Castrocaro Terme

## Roster
| Pallacanestro Brindisi 1977/1978 | Pallacanestro Brindisi 1977/1978 |
| Giocatori                        | Staff tecnico                    |
| -------------------------------- | -------------------------------- |

| N. | Naz.              | Ruolo | Nome                | Anno | Alt.   | Peso |  |
| -- | ----------------- | ----- | ------------------- | ---- | ------ | ---- |  |
| 4  | Italia (bandiera) | A     | Gianfranco Quaglia  | 1953 | 195 cm |      |  |
| 6  | Italia (bandiera) | P     | Francesco Fischetto | 1961 | 175 cm |      |  |
| 7  | Italia (bandiera) | C     | Nicola Ungaro       | 1960 | 200 cm |      |  |
| 8  | Italia (bandiera) | AG    | Mauro Colonnello    | 1955 | 200 cm |      |  |
| 9  | Italia (bandiera) | P     | Luigi Longo         | 1952 | 189 cm |      |  |
| 10 | Italia (bandiera) | G     | Roberto Milo        | 1952 | 192 cm |      |  |
| 11 | Italia (bandiera) | A     | Adriano Greco       | 1956 | 192 cm |      |  |
| 12 | Italia (bandiera) | C     | Mario Mussini       | 1955 | 197 cm |      |  |
| 13 | Italia (bandiera) | G     | Piero Labate ()     | 1951 | 190 cm |      |  |
| 14 | Italia (bandiera) | P     | Vincenzo Latorre    | 1958 | 185 cm |      |  |
|    | Italia (bandiera) | C     | Marcello Mazzotta   | 1957 | 201 cm |      |  |
|    | Italia (bandiera) | P     | Luigi Santini       | 1960 | 183 cm |      |  |
|    | Italia (bandiera) | PG    | Fabrizio D'Astore   | 1960 | 183 cm |      |  |
|    | Italia (bandiera) | G     | Giancarlo Romeo     | 1960 | 188 cm |      |  |

| Allenatore                                 |
| - Nicola Primaverili                       |
| Assistente/i                               |
| - Teodoro Arigliano Legenda - (C) Capitano |

## Risultati

### Stagione Regolare
| Arbitri: | Montella (Napoli) Giordano (Napoli) |

|                                 |       |                                        |
| Quaglia 31, Longo 16, Labate 10 | Punti | Occhipinti 22, Gebbia 12, Schiavone 11 |

| Arbitri: | Biondi (Napoli) Viglione (Benevento) |

|                                |       |                                   |
| Liguori 20, Abate 19, Sanna 18 | Punti | Quaglia 22, Labate 20, Mussini 14 |

| Arbitri: | Principe (Porto S.Elpidio) Serrangeli (Ancona) |

|                                 |       |                               |
| Quaglia 27, Mussini 18, Milo 16 | Punti | Gira 25, Borzi 20, Insogna 16 |

| Arbitri: | Raineri (Reggio Calabria) Chilò (Reggio Calabria) |

|                                 |       |                                      |
| Mussini 18, Milo 17, Quaglia 16 | Punti | Gallucci 29, Laforgia 16, Maniero 11 |

| Arbitri: | Giuliano (Messina) Gulletta (Messina) |

|                                       |       |                                     |
| Donadoni II 26, Cioffi 21, Simeoli 19 | Punti | Quaglia 22, Colonnello 15, Longo 10 |

| Arbitri: | Bellisario (Roseto) Grotti (Pineto) |

|                                  |       |                                 |
| Quaglia 37, Longo 14, Mussini 10 | Punti | Rabba 27, Abbate 9, Castorina 8 |

| Arbitri: | Giuffrida (Ragusa) Bellina (Ragusa) |

|                             |       |                                 |
| Rossi 29, Borzì 18, Giva 12 | Punti | Labate 26, Quaglia 25, Greco 14 |

| Arbitri: | Caruso (Roma) Vassallo (Roma) |

|                                         |       |                                 |
| Gallucci 35, Paolillo 12, Tandurella 11 | Punti | Labate 28, Quaglia 22, Longo 17 |

| Arbitri: | Giacobbi (Roma) Coccia (Viterbo) |

|                                       |       |                                    |
| Colonnello 21, Quaglia 17, Mussini 17 | Punti | Fucile 24, Simeoli 13, Donadoni 11 |

### Poule promozione girone C
| Arbitri: | Campanella (Livorno) Bernardini (Livorno) |

|                                  |       |                               |
| Fucile 26, Cioffi 16, Simeoli 14 | Punti | Quaglia 14, Longo 10, Greco 9 |

| Arbitri: | Galimberti (Bologna) Pigozzi (Bologna) |

|                                      |       |                                  |
| Quaglia 19, Labate 18, Colonnello 14 | Punti | Corno 16, Cornolo 16, Cappoli 10 |

| Arbitri: | Castrignano (Bologna) Pace (Bologna) |

|                                  |       |                                     |
| Mancini 18, Rossi 14, Insogno 12 | Punti | Colonnello 21, Longo 16, Mussini 14 |

| Arbitri: | Serangeli (Ancona) Mazzotta (Pesaro) |

|                                  |       |                                 |
| Greco 25, Mussini 21, Quaglia 20 | Punti | Abbate 15, Liguori 15, Sanna 12 |

| Arbitri: | Pasi (Bologna) Piccagli (Bologna) |

|                                     |       |                                 |
| Danzi 26, Castellano 24, Di Maio 12 | Punti | Greco 22, Labate 19, Quaglia 10 |

| Arbitri: | Graziani (Bologna) Dal Fiume (Imola) |

|                                 |       |                                   |
| Quaglia 18, Greco 17, Labate 14 | Punti | Nizza 23, Samoggia 16, Papetti 14 |

| Arbitri: | Guglielmi (Messina) Todaro (Messina) |

|                                   |       |                                     |
| Pennacchia 21, Zagni 11, Berton 9 | Punti | Quaglia 14, Labate 14, Fischetto 14 |

| Arbitri: | Ardone (Pesaro) Sgrotti (Pineto) |

|                                   |       |                                        |
| Labate 22, Mussini 20, Quaglia 17 | Punti | Donadoni Se. 29, Fucile 20, Simeoli 15 |

| Arbitri: | Garibotti (Chiavari) Marchis (Torino) |

|                     |       |                                    |
| Corno 17, Cappoli 8 | Punti | Labate 16, Greco 14, Colonnello 12 |

| Arbitri: | Giacobbi (Roma) Bernardini (Livorno) |

|                                  |       |                               |
| Mussini 26, Quaglia 20, Greco 19 | Punti | Gira 20, Rossi 18, Insogno 10 |

| Arbitri: | Montella (Napoli) Groppi (Pescara) |

|                                |       |                                   |
| Sanna 23, Liguori 17, Abate 12 | Punti | Quaglia 29, Mussini 19, Labate 19 |

| Arbitri: | Brianza (Milano) Tallone (Varese) |

|                                     |       |                                      |
| Castellano 20, Danzi 15, Santoro 10 | Punti | Quaglia 16, Labate 12, Colonnello 10 |

| Arbitri: | Albanese (Busto Arsizio) Giordano (Napoli) |

|                                      |       |                                   |
| Rossetti 18, Cantamessa 18, Nizza 15 | Punti | Labate 25, Quaglia 21, Mussini 11 |

| Arbitri: | Rotondo (Bologna) Pigozzi (Bologna) |

|                                   |       |                      |
| Labate 17, Quaglia 13, Mussini 12 | Punti | Vetica 16, Berton 15 |

## Statistiche

### Statistiche di squadra
| Competizione                      | Punti | In casa | In casa | In casa | In casa | In casa | In trasferta | In trasferta | In trasferta | In trasferta | In trasferta | Totale | Totale | Totale | Totale | Totale | Totale |
| Competizione                      | Punti | G       | V       | P       | PF      | PS      | G            | V            | P            | PF           | PS           | G      | V      | P      | PF     | PS     | DIF    |
| --------------------------------- | ----- | ------- | ------- | ------- | ------- | ------- | ------------ | ------------ | ------------ | ------------ | ------------ | ------ | ------ | ------ | ------ | ------ | ------ |
| Serie B 1977-78 stagione regolare | 16    | 5       | 5       | 0       | 438     | 344     | 5            | 3            | 2            | 454          | 432          | 10     | 8      | 2      | 892    | 776    | +116   |
| Serie B 1977-78 Poule A/2         | 22    | 7       | 6       | 1       | 633     | 468     | 7            | 5            | 2            | 504          | 495          | 14     | 11     | 3      | 1137   | 963    | +174   |
| Totale                            | 38    | 12      | 11      | 1       | 1071    | 812     | 12           | 8            | 4            | 958          | 927          | 24     | 19     | 5      | 2029   | 1739   | +290   |

## Fonti
La Gazzetta del Mezzogiorno edizione 1977-78